# Carcavelos (DOC)
Le carcavelos est un vin doux naturel portugais avec appellation d'origine (DOC). Il est produit dans la terroir viticole de Carcavelos, qui couvre une partie des concelhos de Cascais et Oeiras, située à l'ouest de Lisbonne. 

## Historique
Très protégé au temps du marquis de Pombal, propriétaire de la quinta de Oeiras, actuellement il a une production très limitée. 

## Encépagement
Les cépages rouges sont : Castelão et Preto martinho, les blancs, Galego dourado et Arinto ratinho (Pedernã).